# Carretera Iquitos-Saramiriza
La Carretera Iquitos-Saramiriza, también conocida como Carretera Nor Oriental Iquitos-Saramiriza, es un plan y proyecto vial ubicado en el departamento de Loreto, Perú. El objetivo es poner fin al aislamiento de la ciudad de Iquitos, beneficiando a una población de aproximadamente medio millón de habitantes y estimular tanto el desarrollo económico como el progreso social en esta región.
Se encuentran en consideración dos rutas alternativas para su trazado. En gran parte de su recorrido, ambas rutas buscan ir por bosques no vírgenes, paralelas a las trochas del Oleoducto Nor Peruano.
En la actualidad, el proyecto aún no ha avanzado a etapas de perfil técnico reconocidas por el MTC ni está en agenda prioritaria.

## Planificación y anuncio

### Ley
El 4 de octubre del 2017, a través de la Ley 30670, se declara de necesidad pública e interés nacional la construcción de la Carretera Nor Oriental Iquitos-Saramiriza. La ley señala como objetivo del proyecto la interconexión vial de Iquitos con la costa norte para promover el desarrollo sostenido de la Amazonía.
La promulgación de esta ley es la culminación de un proceso y el reflejo del interés de ciertos grupos regionales por la falta de conexión de la región Loreto con el resto del país.

### Proyecto en pausa
En la actualidad, el desarrollo de la Carretera Iquitos-Saramiriza está en pausa debido a varios factores, incluyendo la complejidad técnica del proyecto, el impacto ambiental potenciall, como la deforestación y las emisiones de gases de efecto invernadero, especialmente en la zona del río Tigre., y la necesidad de una evaluación integral de la propuesta.

## Dos Enfoques de Trazado
El proyecto ha dado lugar a dos trazados, cada uno con características y enfoques distintos. El trazado propuesto por el Consorcio Saramiriza parte de Huambé, en la carretera Iquitos-Nauta, siguiendo el río Tigre hasta 12 de Octubre y luego hacia Saramiriza, aprovechando tramos existentes con una longitud total de 688 km (línea roja del mapa interactivo).
Por otro lado, la Dirección Regional de Transportes del Gobierno Regional de Loreto (DRTC-GRL) propone un trazado que sigue el río Marañón, conectando varias localidades y 2 capitales de provincia lo largo de un recorrido de 570 km, evitando la intersección con Áreas Naturales Protegidas (ANP) y sus Zonas de Amortiguamiento (línea verde del mapa interactivo).

## Desafíos y Perspectivas Futuras
A pesar del potencial transformador de este proyecto, no está exento de desafíos. La falta de comunicación con las comunidades y la falta de consulta en las primeras etapas de estudio han generado controversia y rechazo, como lo ilustra el caso de la Federación de la Nacionalidad Achuar del Perú (FENAP). Además, se ha planteado la necesidad de ajustar el trazado aprobado por ProVias Descentralizado, como propone la DRTC-GRL, en función de la Ley 30670.

## Posibles impactos ambientales
Esta obra ha generado mucha polémica por los posibles impactos ambientales y sociales que tendría sobre la Amazonía peruana. Algunos de estos son:
- La deforestación de una gran extensión de bosque tropical, que alberga una alta biodiversidad y provee servicios ecosistémicos esenciales para la población local y el clima global.[8][9][10]
- La generación de conflictos sociales y territoriales por la invasión de tierras comunales, la migración descontrolada, el narcotráfico y la minería ilegal.[8]
- La pérdida de la identidad cultural y los conocimientos tradicionales de los pueblos indígenas que habitan en la zona, que se verían amenazados por la asimilación y la aculturación.[8]